# (20964) Mons Naklethi
(20964) Mons Naklethi est un astéroïde de la ceinture principale.

## Description
(20964) Mons Naklethi est un astéroïde de la ceinture principale. Il fut découvert le 16 octobre 1977 à l'Observatoire Kleť par Antonín Mrkos. Il présente une orbite caractérisée par un demi-grand axe de 2,38 UA, une excentricité de 0,19 et une inclinaison de 9,3° par rapport à l'écliptique.

## Compléments